# Finse
Finse er en lille bebyggelse i Ulvik kommune i Vestland fylke i Norge. Her ligger også Finse Station, som er den højestliggende station på Bergensbanen (1.222 moh.). Turløjpen fra Finse til Geiterygghytta starter her.
Ved Finse ligger den 3,17 km² store sø Finsevatnet som elven Ustekveikja løber igennem.
Det første hus i Finse blev bygget i 1901 i forbindelse med bygningen af Bergensbanen som startede driften i 1909. Det første hotel åbnede i 1903, og Finse blev et populært sted for Europas rigeste på grund af sine gode trafikforbindelser og specielle beliggenhed. Norges første indendørs skøjtebane åbnede i Finse i 1914; Sonja Henie brugte denne som træningshal.
I 1960- og 1970-erne gik turiststrømmen tilbage, samtidig med at NSB reducerede bemandingen, – de fleste af de fastboende var ansatte i NSB og deres familier. På det højeste var der over 200 fastboende i Finse og lokalsamfundet havde frem til slutningen af 1980'erne egen skole og butik.
I dag er der kun nogle få fastboende tilbage, de fleste knyttet til hotelvirksomheden. På Finse ligger også Rallarmuseet, der er dokumentationscenter om bygningen og driften af Bergensbanen.
Umiddelbart vest for Finse ligger Finsetunnelen der med 10,3 km er den længste jernbanetunnel på Bergensbanen,
I marts 1979, da George Lucas lagde den anden film og femte episoden om Star Wars, blev Finse brugt som sted for en kampscene hvor oprørsalliancen bliver angrebet på deres hemmelige tilholdssted på planeten Hoth, og Finse blev specifikt valgt for dens passende snelandskab som var ideelt for scenen.